# バレー・サンズ
バレー・サンズ（Valley Suns）は、NBAGリーグに加盟しているプロバスケットボールチーム。NBAのフェニックス・サンズと提携している。本拠地はアメリカ合衆国アリゾナ州テンピ。

## 歴史
フェニックス・サンズはかつての提携チームであったノーザンアリゾナ・サンズが2021年にモーターシティ・クルーズへチーム名を変更し、デトロイト・ピストンズの提携チームに変わって以降、3シーズンの間Gリーグの提携チームが無い状態であった。その後、2024年2月14日にアリゾナ州テンピを本拠地としたサンズの新たな提携チームの創設が発表された。本拠地はアリゾナ州立大学のキャンパス内にあり、かつてNHLのアリゾナ・コヨーテズが本拠地として使用していたマレット・アリーナ。5月22日には球団名とロゴが明らかになり、6月13日には拡張ドラフトで既存のGリーグチームから14人の選手を獲得した。